# Dmitrij Bortnianski

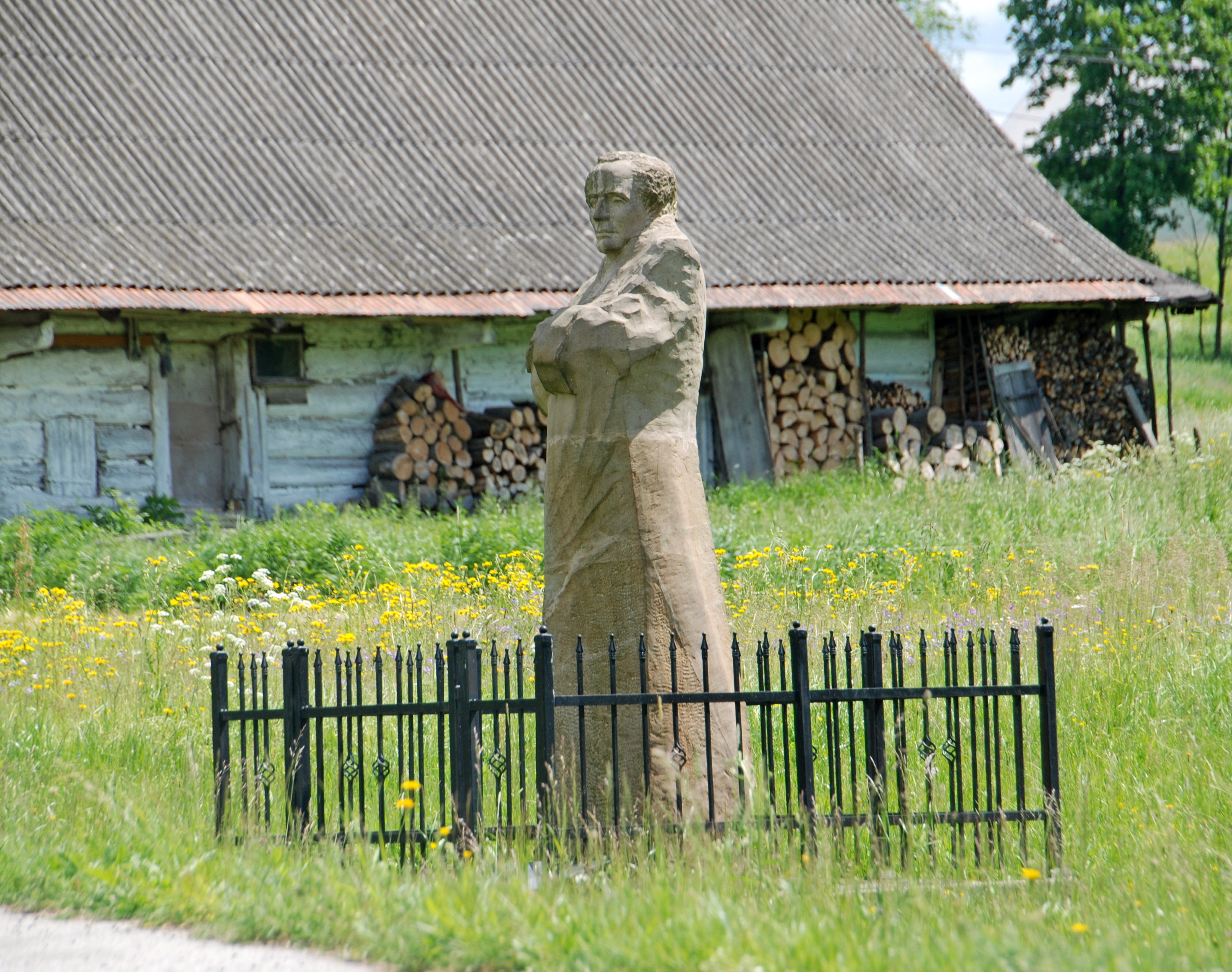
Pomnik Dmitrija Bortnianskiego w Bartnem

Dmitrij Stiepanowicz Bortnianski (ros. Дмитрий Степанович Бортнянский, ukr. Дмитро Степанович Бортнянський, Dmytro Stepanowycz Bortnianśkyj, ur. 28 października 1751 w Głuchowie, Imperium Rosyjskie, zm. 10 października 1825 w Sankt Petersburgu, Imperium Rosyjskie) − kompozytor, śpiewak i dyrygent pochodzenia łemkowskiego, o którego przynależność narodową i kulturalną od wielu lat spierają się naukowcy rosyjscy i ukraińscy.

## Życiorys
Ród Bortnianskich wywodzi się z Łemkowszczyzny, ze wsi Bartne (łem. Bortne). Ojciec kompozytora, Stefan Szkurat, osiadły na Ukrainie w Głuchowie, zmienił nazwisko na bardziej szlachecko brzmiące Bortnianski (od nazwy rodzinnej wsi). Matka kompozytora pochodziła z rosyjskiego rodu szlacheckiego Tołstych.
Podstawy wykształcenia muzycznego otrzymał Bortnianski w Głuchowie (wówczas stolicy Hetmanatu), w istniejącej tu od 1740 r. szkole śpiewaków cerkiewnych. Od 1759 r. śpiewał w carskiej kapeli chóralnej w Petersburgu. Tu uczył się śpiewu i teorii muzyki, a ponadto kompozycji u Baldassara Galuppiego. Po wyjeździe Galuppiego z Petersburga Bortnianski kontynuował u niego studia w Wenecji. W latach 1769–1779 przebywał w Wenecji, Bolonii i Rzymie. Podczas pobytu we Włoszech napisał szereg kompozycji religijnych do tekstów łacińskich oraz wystawił trzy opery (Creonte, Quinto Fabio, Alcide), które spotkały się u współczesnych z dużym uznaniem. Po powrocie do Rosji został dyrygentem carskiej kapeli chóralnej, a od 1796 r. dyrygentem muzyki wokalnej i kierownikiem tejże kapeli. Działając na tym stanowisku, napisał wiele kompozycji religijnych i przyczynił się do znacznego podniesienia poziomu zespołu chóralnego. Ponadto Bortnianski był związany z nadwornym zespołem muzycznym carewicza Pawła w Gatczynie i Pawłowsku. Tu kierował oprawą muzyczną wszelkich uroczystości dworskich, uświetniając je własnymi kompozycjami pisanymi na użytek dworu (opery, utwory kameralne).
Bortnianski jest najwybitniejszym kompozytorem rosyjskiego kręgu kulturowego XVIII w. Jego styl operowy opiera się na zdobyczach opery osiemnastowiecznej. Świadczą o tym obszerne arie z rozległymi partiami recytatywu akompaniowego i płynna melodyka typu bel canto. Tradycje rodzime przejawiają się w szerokim wykorzystywaniu chórów. Późniejsze opery, wystawione na dworze carewicza Pawła w wykonaniu amatorów ("Sokoł", "Święto seniora", "Syn-konkurent lub nowoczesna Stratonika"), wykazują wpływy francuskiej opery komicznej.
Twórczość instrumentalna Bortnianskiego ma wyraźne powiązania z muzyką klasyczną (np. Mozarta). Uwidacznia się to zarówno w formie, jak i w przejrzystej fakturze. Melodyka części powolnych jego sonat i innych utworów instrumentalnych nosi cechy stylu bel canto i odznacza się charakterem melancholijno-sentymentalnym.
Twórczość religijna Bortnianskiego reprezentuje szczytowe osiągnięcie rosyjskiej muzyki cerkiewnej XVIII w. Najbogatszą dziedzinę tej twórczości stanowią wielogłosowe koncerty religijne a capella. Są to obszerne kompozycje złożone z trzech lub czterech części, kontrastujących ze sobą pod względem tempa, faktury i typu melodyki. Kompozytor przeciwstawia partie solowe, duety lub tercety partiom chóralnym, części szybkie – częściom powolnym. Monumentalne pod względem brzmieniowym finały mają niekiedy formę fugi. W melodyce koncertów kompozytor wykorzystuje zwroty zaczerpnięte ze starocerkiewnych śpiewów znamiennych, łącząc je ze zwrotami typowymi dla pieśni ukraińskich i rosyjskich oraz włoską kantyleną operową. Brzmienie chórów świadczy o doskonałym opanowaniu przez Bortnianskiego techniki chóralnych śpiewów cerkiewnych. Szczególnie interesujące są pod tym względem koncerty na dwa chóry. Koncerty religijne Bortnianskiego cieszyły się w Rosji popularnością przez cały XIX w. Mimo zaniechania ich wykorzystania w praktyce liturgicznej są wykonywane na koncertach do dzisiaj. Mistrzostwo zastosowanej w nich techniki polifonicznej podziwiał Hector Berlioz. Współcześnie twórczość Bortnianskiego przeżywa swój renesans w repertuarze rosyjskich i ukraińskich instytucji muzycznych.